# Lujza Kuzmić Mijić
Lujza Kuzmić Mijić (ur. 31 sierpnia 1889 w Sarajewie, zm. 27 grudnia 1959 w Zagrzebiu) – bośniacka malarka.

## Życiorys
Pochodziła z zamożnej rodziny. Należała do pierwszego pokolenia malarzy pochodzących z Bośni. Od 1906 uczęszczała na prywatne lekcje rysunku do prof. Jana Karela Janiewskiego w Sarajewie. W 1907 wyjechała do Wiednia, gdzie kontynuowała naukę pod kierunkiem Roberta Scheffera, wspólnie z Adelą Ber. Ukończyła naukę w szkole dla kobiet w Sarajewie. Większość jej obrazów powstało w latach 1919-1923. W 1922 wystawiała swoje prace na Wystawie Sztuki Jugosłowiańskiej w Belgradzie. Po wyjściu za mąż za malarza Karla Mijicia ograniczyła działalność artystyczną, a od 1928 po urodzeniu córki całkowicie poświęciła się rodzinie, wspierając karierę męża. Od 1938 mieszkała w Zagrzebiu, gdzie zmarła w roku 1959.

## Twórczość
Dorobek artystyczny Lujzzy Kuzmić Mijić obejmuje 25 obrazów olejnych, 15 akwarel i rysunki. Malowała głównie portrety i sceny rodzajowe.

## Pamięć
Karl Mijić w latach 1919-1926 namalował trzy portrety swojej żony. Retrospektywna wystawa twórczości artystki została otwarta w 1983 najpierw w Sarajewie, a następnie w Zagrzebiu.